# Bräckans IBK
Bräckans IBK, Bräckans Innebandyklubb, är en innebandyförening från Kungsbacka (ursprungligen från Fjärås socken). Föreningen grundades den 19 mars 1988 av Magnus Johansson, Tobias Jansson och Stefan Jagebro. Namnet kommer av Fjärås bräcka - en ändmorän som ligger i Fjärås och som skiljer sjön Lygnern från havet.
Bräckans IBK har gjort en säsong i innebandyns högsta serie - säsongen 1998/99.
Säsongen 2007/08 spelade herrlaget i division 2.
Klubben lades ner 2009 efter bristande engagemang, intresse och för tunn spelartrupp.
Den 30 mars 2018 återupptogs klubben igen. Denna gång av Mattias Hallengärd, Marie Bergen och Jonas Hilmersson.
Klubben har idag ingen ungdomsverksamhet utan består enbart av ett herrlag. De spelar sedan 2020 i Divison 2 Halland där de är en ständig utmanare till seriesegern.
Matchdräkten är röd svart randig, inspirerad av fotbollsklubben AC Milan.